# Donovan Cech
Donovan Cech (født 2. maj 1974 i Cape Town, Sydafrika) er en sydafrikansk tidligere roer.
Cech vandt, som makker til Ramon di Clemente, bronze i toer uden styrmand ved OL 2004 i Beijing. Med medaljen skrev de historie som de første afrikanske OL-medaljevindere i roning nogensinde. Parret blev i finalen besejret af australierne Drew Ginn og Duncan Free, der vandt guld, og af brødrene Siniša og Nikša Skelin fra Kroatien, der fik sølv. Parret deltog i samme disciplin ved OL 2000 i Sydney, hvor de sluttede på sjettepladsen.
Cech og di Clemente vandt desuden fire VM-medaljer i toer uden styrmand, sølv i 2002 og 2005, og bronze i 2001 og 2003.

## OL-medaljer
- 2004:  Bronze i toer uden styrmand